# Капитан-ди-Кампус

Капитан-ди-Кампус на карте штата.

Капитан-ди-Кампус (порт. Capitão de Campos) — муниципалитет в Бразилии, входит в штат Пиауи. Составная часть мезорегиона Северо-центральная часть штата Пиауи. Входит в экономико-статистический микрорегион Кампу-Майор. Население составляет  10 953 человек на 2010 год. Занимает площадь 592,167 км². Плотность населения — 18,50 чел./км².

## Демография
Согласно сведениям, собранным в ходе переписи 2010 г. Национальным институтом географии и статистики (IBGE), население муниципалитета составляет:
| Полное население                               | Полное население                               | Полное население                               | Полное население                               | 10 953 |
| ---------------------------------------------- | ---------------------------------------------- | ---------------------------------------------- | ---------------------------------------------- | ------ |
| в том числе:                                   | Городское население                            | 6347                                           | Процент городского населения, %                | 57,95  |
|                                                | Сельское население                             | 4606                                           | Процент сельского населения, %                 | 42,05  |
|                                                | Мужское население                              | 5438                                           | Процент мужского населения, %                  | 49,65  |
|                                                | Женское население                              | 5515                                           | Процент женского населения, %                  | 50,35  |
| Плотность населения, чел/км²                   | Плотность населения, чел/км²                   | Плотность населения, чел/км²                   | Плотность населения, чел/км²                   | 18,50  |
| Население муниципалитета в % к населению штата | Население муниципалитета в % к населению штата | Население муниципалитета в % к населению штата | Население муниципалитета в % к населению штата | 0,35   |

По данным оценки 2016 года, население муниципалитета составляет 11 239 жителей.

## История
Город основан 10 марта 1957 года. 

## Статистика
- Валовой внутренний продукт на 2003 год составляет 13 070 551,00 реалов (данные: Бразильский институт географии и статистики).
- Валовой внутренний продукт на душу населения на 2003 год составляет 1308,89 реалов (данные: Бразильский институт географии и статистики).
- Индекс развития человеческого потенциала на 2000 год составляет 0,603 (данные: Программа развития ООН).